# Жемаж
Жемаж (фр. Gémages) насеље је и општина у северној Француској у региону Доња Нормандија, у департману Орн која припада префектури Мортањ о Перш.
По подацима из 2011. године у општини је живело 121 становника, а густина насељености је износила 18,7 становника/km². Општина се простире на површини од 6,47 km². Налази се на средњој надморској висини од 250 метара (максималној 211 m, а минималној 103 m).

## Демографија
| 1962. | 1968. | 1975. | 1982. | 1990. | 1999. | 2011. |
| ----- | ----- | ----- | ----- | ----- | ----- | ----- |
| 120   | 151   | 110   | 89    | 96    | 90    | 121   |

График промене броја становника у току последњих година